# Publio Cornelio Maluginense (tribuno consular 404 a. C.)
Publio Cornelio Maluginense  fue un político y militar romano del siglo V a. C. perteneciente a la gens Cornelia.

## Familia
Maluginense fue miembro de los Cornelios Maluginenses, una de las primeras ramas patricias de la gens Cornelia. Fue hijo del consular Marco Cornelio Maluginense y padre de los tribunos consulares Publio Cornelio Maluginense y Servio Cornelio Maluginense y del censor Marco Cornelio Maluginense.

## Tribunado consular
Ocupó el cargo de tribuno consular en el año 404 a. C., año en el que los romanos combatieron contra los volscos entre los territorios de Ferentino y Ecetra. Participó en el sitio y toma de Artena, población que quedó destruida.